# انتخابات سراسری گویان (۲۰۲۰)
انتخابات سراسری گویان (انگلیسی: 2020 Guyanese general election) در دوم مارس ۲۰۲۰ برگزار شد. این انتخابات به دلیل این که دولت دیوید گرنگر در ۲۱ دسامبر ۲۰۱۸ با اختلاف ۳۳ بر ۳۲ موفق به کسب رأی اعتماد توسط پارلمان نشد، و دولت از انتخابات ۲۰۱۵ تنها دارای یک کرسی اکثریت در مجلس شده بود. در هرحال کارانداس پرزاد از حزب اتحاد برای تغییر به اپوزیسیون رای داد و بدنبال آن گرنگر در ۲۵ سپتامبر ۲۰۱۹ اعلام کرد که انتخابات سراسری در ۲ مارس ۲۰۲۰ برگزار خواهد شد.
انتظار می‌رود این انتخابات یکی از برجسته‌ترین انتخاباتی باشد که از زمان استقلال گویان در سال ۱۹۶۶ و اکتشافات جدید نفت در سواحل این کشور برگزار شده‌است. طبق گفته اکسان موبیل، گویان می‌تواند ظرف پنج سال ۷۵۰٬۰۰۰ بشکه نفت در روز تولید کند و درآمد پیش‌بینی شده از آن می‌تواند ۳ میلیارد دلار تولید ناخالص داخلی را افزایش دهد و فرصت‌های توسعه در این کشور به‌وجود آورد.

## نظام انتخاباتی
۶۵ عضو منتخب مجلس ملی گویان با استفاده از روش انتخابی تناسبی از یک حوزه انتخابیه که ۴۰ کرسی را دربرمی‌گیرد و ۱۰ حوزه انتخابیه زیرمجموعه آن با مجموع ۲۵ کرسی انتخاب می‌شوند. کرسی‌ها با استفاده از سهمیه تک‌رأی انتقال‌پذیر اختصاص داده می‌شوند.
رهبر حزب یا ائتلاف وی تنها با کسب بیشترین تعداد کرسی در انتخابات رئیس‌جمهوری گویان برنده خواهد شد.

## کارزار
در ۱۹ ژانویه ۲۰۱۹ حزب ترقی‌خواه خلق عرفان علی وزیر سابق مسکن را به عنوان کاندیدای ریاست‌جمهوری خود انتخاب کرد. رئیس سابق نیروی دفاعی گویان، سرتیپ مارک فیلیپس، به عنوان معاون ریاست‌جمهوری انتخاب شد. گزینه‌های دیگر بالقوه شامل خوان ادگیل عضو پارلمان و هیو تاد استاد دانشگاه گویان هستند.
در ۱۶ ژوئن، حزب، خمرای رامجاتن را به عنوان کاندیدای نخست‌وزیر خود انتخاب کرد.
حزب آزادی و عدالت، جنبش نو و گویان جدید و متحد با هم به توافق رسیدند تا لیست‌های خود را برای تعیین کرسی‌های مجلس ادغام کنند.
توافق پیش از انتخابات برای این بود که احزاب هر کرسی را که برای یک دوره استفاده کردند برای آراء سایرین به اشتراک بگذارند.

## اجرا
انتخابات بدون مشکل انجام شد. همه احزاب سیاسی، به علاوه ناظران محلی و بین‌المللی گفتند که روند رای‌گیری، به علاوه شمارش آرا در مراکز رای‌گیری، آزاد، عادلانه و معتبر بود. شمارش آرا با حضور همه احزاب سیاسی و همچنین ناظران محلی و بین‌المللی انجام گردید. در هر حوزه رای‌گیری اوراق نظرسنجی برای تأیید صحت آنها توسط همه احزاب سیاسی تهیه و امضا شد. این اوراق در مکان‌های عمومی و خارج از مراکز رای‌گیری به نمایش گذاشته شده بودند. صندوق‌های رأی پس از آن مهر و موم شد و هر یک از رقبای انتخاباتی تا پایان روز انتخابات، اقدامات امنیتی لازم رادر مورد صندوق‌ها براساس قانون انتخابات گویان انجام دادند. کمیسیون انتخابات (GECOM)، ناظران محلی و بین‌المللی، رسانه‌ها و افراد محلی همگی نسخه‌هایی از اوراق رای را به همراه داشتند.